# Gaelic (navire de 1885)
Le Gaelic est un paquebot-mixte de la White Star Line mis en service en 1885. Construit sur un modèle proche des sister-ships Ionic et Doric, il a également un jumeau, le Belgic. Ces deux jumeaux sont commandés pour rejoindre la ligne du Pacifique, dans le cadre d'un contrat d'affrètement pour le compte de l'Occidental and Oriental Steamship Company, rôle qu'avaient déjà tenu deux navires portant le même nom. Jusqu'en 1904, le Gaelic assure des traversées entre San Francisco et Hong Kong en passant par Yokohama, et connaît une carrière calme.
Lorsque son contrat cesse, en 1904, le Gaelic est renvoyé à Belfast pour une refonte, à la suite de laquelle il est vendu à la Pacific Steam Navigation Company. Renommé Callao, il assure un service entre Liverpool et Valparaiso en passant par le cap Horn. Ce service n'est cependant que provisoire, la compagnie attendant la livraison d'un nouveau navire, le Quillota. Dès 1907, il est donc envoyé à la casse.

## Histoire

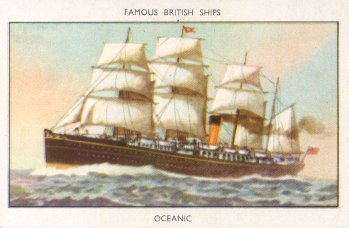
L'Oceanic accompagne le Gaelic et son jumeau durant plusieurs années sur la ligne du Pacifique.

Depuis 1874, la White Star Line entretient des rapports privilégiés avec l'Occidental and Oriental Steamship Company, compagnie créée pour s'imposer sur la ligne du Pacifique. C'est en effet la White Star qui a prêté trois navires, l'Oceanic, le Gaelic et le Belgic à l'O&O naissante pour lui permettre de lancer son service. Afin de renouveler ce service, la White Star met en service l'Arabic et le Coptic en 1881. Deux nouveaux navires sont encore commandés sur un modèle proche, pour 1885. Le Belgic et le Gaelic ayant été vendus en 1883, les deux nouveaux navires prennent leurs noms.
Le Gaelic est le deuxième navire lancé dans les chantiers Harland & Wolff de Belfast le 28 février 1885. Il est prêt pour le service et est livré à la White Star l'été suivant. Bien qu'il ait été conçu pour le Pacifique, le Gaelic effectue sa traversée inaugurale entre Liverpool et New York le 18 juillet. Une fois cette traversée terminée, il part sur la ligne de San Francisco à Hong Kong et y effectue son premier voyage le 10 novembre 1885. Le Belgic entre en service sur la même ligne à peu près en même temps.
La carrière du Gaelic n'est troublée que par un incident, le 15 août 1896, lorsqu'il s'échoue sur un banc de sable près du Japon, éventrant sa cale avant qui se remplit d'eau. Remis à flot, il est ensuite réparé à Nagasaki le 28 août avant de reprendre sa route. En 1902, le navire transporte les 102 premiers immigrants coréens partis pour les États-Unis.
Au début du XXe siècle, la flotte de l'O&O est concurrencée par des navires bien plus performants de la Pacific Mail Steamship Company. En mai 1904, la compagnie annonce donc à la White Star la fin du contrat d'affrètement, qui a donc duré presque vingt ans. Lors de son dernier départ de Californie, le 13 décembre suivant, le San Francisco Chronicle rapporte ainsi que le départ du navire est vu avec regrets, car « le Gaelic a été un navire performant et chanceux. [...] Mais les grands paquebots modernes l'ont mis hors circuit, et le Gaelic, malgré ses bons points, doit laisser sa place ».
Après une refonte début 1905 dans les chantiers de Belfast, le navire est vendu en mars à la Pacific Steam Navigation Company qui le renomme Callao et l'exploite sur la ligne de Liverpool à Valparaiso en passant par le cap Horn et Callao. Ce service n'est que provisoire, la compagnie attendant la livraison d'un nouveau navire, le Quillota. Dès septembre 1907, le navire est démoli à Briton Ferry, au sud du pays de Galles.

## Caractéristiques
Le Gaelic et son jumeau sont des navires conçus pour être très proches des deux navires précédents de la compagnie, l'Ionic et le Doric. Tous ont une silhouette similaire, avec quatre mâts (qui, à l'époque, sont encore conçus pour porter des voiles) et une cheminée aux couleurs de la compagnie (ocre brun avec une manchette noire). Le Gaelic est cependant légèrement plus petit que ses prédécesseurs, avec 128 mètres de long par 13,4 de large, et 4 205 tonneaux de jauge brute.
Le navire est principalement conçu pour le transport de marchandises, mais peut aussi accueillir 70 passagers de première classe, ainsi que des émigrants en cas de besoin, dans des conditions assez précaires. Il est propulsé par deux machines alternatives compound alimentant une hélice, pouvant en théorie propulser le navire à 14 nœuds. Dans la pratique, il navigue en réalité à une vitesse moyenne de 12,5 nœuds.